# Christoph Bernhard (Schauspieler)
Christoph Bernhard (* 1979 in Münster) ist ein deutscher Schauspieler.

## Leben
Christoph Bernhard studierte von 2004 bis 2008 an der Berliner Universität der Künste, daran anschließend besuchte er das Institut für Schauspiel, Film- und Fernsehberufe. Stationen seiner Bühnenlaufbahn waren bisher unter anderem die Theater in Dortmund und Oberhausen sowie verschiedene Spielstätten in Berlin, wie die Vaganten Bühne, das Ballhaus Ost, das Theater an der Parkaue oder das Hexenkessel Hoftheater. Ein weiterer Schwerpunkt in Bernhards Theaterarbeit ist das Improvisationstheater.
Gelegentlich arbeitet Bernhard vor der Kamera, war hier 2012 neben Tom Gerhardt in dessen Filmkomödie Der Blender zu sehen und 2015 in der Polizeiruf-110-Doppelfolge Wendemanöver. Er lebt in Berlin.

## Filmografie (Auswahl)
- 2009: Polizeiruf 110 – Schweineleben
- 2012: Der Blender
- 2012: Heiter bis tödlich: Henker & Richter – Die Daltons von Büdringhausen
- 2015: Polizeiruf 110 – Wendemanöver
- 2020: Tatort – Tschill Out
- 2020: Heldt – Schmutzige Geschäfte
- 2020: Der Usedom-Krimi – Vom Geben und Nehmen

## Hörspiele
- 2012: Happy End – Autoren und Regie: Ragnhild Sørensen und Julia Wolf
- 2012: Double Happiness – Autor und Regie: Daniel Wedel